# Pierre Tardi
Pierre Antoine Ernest Tardi (* 4. Juni 1897 in Bastia; † 5. August 1972 in Paris) war ein französischer Geodät und Astronom.

## Leben
Der in Bastia auf der Insel Korsika geborene Tardi ging 1915 als Kriegsfreiwilliger zum Militär. Nach dem Ende des Ersten Weltkrieges blieb er bei der französischen Armee und trat 1920 in die Geodätische Abteilung des Geographischen Dienstes des Heeres ein und bildete sich wissenschaftlich an der Schule dieses Instituts sowie an der École polytechnique fort. In den 1920er Jahren und bis Anfang der 1930er Jahre arbeitete er bei vom Militär geleiteten geodätischen Missionen außer in Frankreich auch in Syrien, Marokko und Rumänien. 1934 veröffentlichte er ein zweibändiges Werk der Geodäsie, das er bis 1951 auf vier Bände erweiterte. 
In dem 1940 gegründeten Institut géographique national nahm er bis in die 1950er Jahre leitende Positionen ein. 1942 wurde er Direktor in der diesem Institut angeschlossenen École nationale des sciences géographiques. 1945 wurde er Professor für Astronomie an der École polytechnique. Sein starkes Interesse an der internationalen Zusammenarbeit auf dem Gebiet der Geodäsie führte dazu, dass er 1946 zum Generalsekretär der International Association of Geodesy gewählt wurde. Von 1948 bis 1961 war er Direktor des Zentralbüros dieser Gesellschaft in Paris. In dieser Funktion setzte er sich speziell für die geodätische Nutzung von Erdsatelliten und die Anwendung der elektronischen Rechentechnik ein.
Seit 1943 war er korrespondierendes Mitglied des Bureau des Longitudes und von 1960 bis 1963 Präsident dieses Instituts. 1958 übernahm er ebenfalls die Leitung des Internationalen Gravimetrischen Büros in Toulouse. Er war Mitglied der Internationalen Astronomischen Union und von 1947 bis 1955 Vorsitzender der Kommission für geographische Ortsbestimmung.
Seit 1956 war Tardi Mitglied der Académie des sciences. 1970 wurde er ihr Präsident. Seit 1961 war er Mitglied der Accademia Nazionale dei Lincei und seit 1962 korrespondierendes Mitglied der Bayerischen Akademie der Wissenschaften. Er war Mitglied der Königlich Dänischen Akademie der Wissenschaften sowie Ehrendoktor der ETH Zürich.